# Der Aufsteiger (2011)
Der Aufsteiger ist ein französisch-belgisches Politdrama von Pierre Schoeller aus dem Jahr 2011.

## Handlung
Seit sechs Monaten ist Bertrand Saint-Jean französischer Verkehrsminister. Er ist ein Krisenmanager und hat in der kurzen Zeit bereits einige zum Stillstand gekommene Projekte wieder aufleben lassen. An seiner Seite arbeitet sein Kabinettschef Gilles, sein langjähriger Vertrauter. Als Kommunikationsberaterin steht ihm Pauline zur Verfügung. Sie begleitet ihn, als er mitten in der Nacht in die Ardennen fahren muss, da dort ein Bus mit zahlreichen Jugendlichen an Bord von der Straße abgekommen ist und es mehrere Todesfälle unter den Insassen gab. Er findet die richtigen Worte, übergibt sich jedoch auf der Rückreise. Mitten in die mediale Verarbeitung des Unglücksfalls drängt die Frage nach einer möglichen Privatisierung der Bahnhöfe, die Bertrand während einer Livesendung gestellt wird. Bertrand lehnt eine Privatisierung entschieden ab, muss jedoch kurz darauf auf einem anderen Sender mitanhören, wie der Haushaltsminister Peralta eine Privatisierung aus finanziellen Gründen befürwortet. Auf Drängen Bertrands dementiert der Premierminister kurze Zeit später jegliche Privatisierungsvorhaben.
Weil Bertrands Chauffeur gerade Vater geworden ist und daher für vier Wochen in Vaterschaftsurlaub gehen darf, engagiert Bertrand den Langzeitarbeitslosen Martin Kuypers als neuen Fahrer. Martin wurde pressewirksam im Rahmen einer Kampagne ausgewählt, die Arbeitslose wieder in das Arbeitsleben eingliedern soll. Er ist schweigsam, erledigt seine Tätigkeit verlässlich und mit Diskretion. Zwar hört er Bertrands Telefongespräche oder auch die Absprachen zwischen dem Minister und Pauline mit, äußert jedoch nie eine eigene Meinung. Als Bertrand eines Abends wenig zu tun hat, lässt er sich von Martin zu dessen Wohnung fahren. Es stellt sich heraus, dass Martin in einem Wohnwagen lebt. Zwar hat er mit dem Bau eines Hauses begonnen, kann dies jedoch aus finanziellen Gründen nicht fortführen. Im Wohnwagen essen beide mit Martins Frau, die im Gegensatz zu ihrem Mann feste politische Ansichten hat. Es kommt zu einem Disput, den Bertrand mit der Frage, ob sie wählen geht, zum Stocken bringt. Am Ende des Abends ist er betrunken und wird von Martin nach Hause gebracht.
Inzwischen hat Gilles im Ministerium Neuigkeiten erfahren. Der Kabinettschef des Haushaltsministeriums, Dominique Woessner, wurde auf höchste Anordnung von seinem Posten entfernt und in die Privatwirtschaft weggelobt. Hier soll er bei der Privatisierung der Bahnhöfe aktiv werden, die der Premierminister längst beschlossen hat. Gilles gelingt es, Bertrand von den Vorzügen der Bahnhofsprivatisierung zu überzeugen, werde doch eine „Saint-Jean-Reform“ ihm ein Denkmal in der französischen Geschichte setzen. Die Privatisierung wird in engstem Rahmen beschlossen, soll jedoch erst in drei Tagen verkündet werden. Bis dahin sind alle Beteiligten zu absolutem Stillschweigen verpflichtet. Dennoch erfährt Gesundheitsminister Falconetti von den Plänen und ist empört. Bertrand beginnt, auf dem politischen Parkett zu taktieren, so plant er unter anderem, sich mit Peralta zu verbünden. Gilles, der durch die Reform für sich keine Zukunft mehr im Ministerium sieht, zwingt er dennoch zu bleiben.
Auf einer Fahrt, die der Abkürzung wegen über ein noch nicht freigegebenes Stück Autobahn führt, überschlägt sich Bertrands Wagen unvorhergesehen. Chauffeur Martin wird bei dem Unfall getötet, während Bertrand verletzt überlebt. Der Unfall, mit einer von der Öffentlichkeit begleiteten Bestattung, an der Bertrand und der Premierminister teilnehmen, führt zu einem raschen Anstieg Bertrands Beliebtheit in der Bevölkerung. Die Privatisierungsfrage wird verschoben, einige Politiker treten zurück. Als Bertrand wieder genesen ist, will er eine erste Besuchsroute abstecken, bei der er die zu privatisierenden Bahnhöfe aufsuchen will. Er kann sich nicht entscheiden, mit welchem er taktisch klug beginnen soll. Auf der Toilette erhält er einen Anruf vom Generalsekretär des Elysee. Ihm wird der Posten des Ministers für Arbeit und Solidarität angeboten und Bertrand nimmt den Posten schon am Telefon an. Er plant die gemeinsame politische Zukunft mit Gilles, der wegen der Reform bereits seine Kündigung eingereicht hat. Beim Präsidenten erfährt er die Hintergründe für seinen Aufstieg: Er soll, als populärer und glaubwürdiger Minister, mit einem positiven Maßnahmenpaket im kritischen Bereich Arbeit die fünf Prozent für die Partei zurückholen, die aufgrund der Bahnhofsreform verloren gehen werden. Seine einzige Aufgabe besteht darin, die Lage zu entschärfen. Eigene Initiativen sind nicht gefragt. Er erhält eine Liste mit Mitarbeitern, die für sein Ministerium zukünftig infrage kommen. Der Präsident wünscht „frisches Blut“ – Gilles Name steht nicht auf der Liste und der Kabinettschef geht wortlos.

## Produktion
Der Aufsteiger wurde unter anderem im Élysée-Palast sowie anderen Schauplätzen in Paris gedreht. Die Szenen um Martins Beerdigung entstanden in Bagneux. Der Film erlebte am 19. Mai 2011 im Rahmen der Reihe Un certain regard der Internationalen Filmfestspiele von Cannes seine Premiere. Er lief am 26. Oktober 2011 in den französischen Kinos an und erschien am 16. August 2012 in den Schweizer und am 22. November 2012 in den deutschen Kinos. In Deutschland war er zuvor erstmals am 30. September 2011 auf dem Filmfest Hamburg gezeigt worden. Im März 2013 erschien der Film auf DVD.

## Kritik
Für den film-dienst war Der Aufsteiger ein „energetischer, virtuos inszenierter und fotografierter Film, der die Chiffren des Genres meidet und in Tuchfühlung mit den realen politischen Verhältnissen bleibt.“ Cinema nannte den Film eine „bittere Studie über den Preis der Macht und den Zynismus der Politiker“. Der Spiegel bezeichnete den Film als einen „bemerkenswert geglückte[n] Versuch, einen nüchternen, aber trotzdem unterhaltsamen Blick auf den Politikbetrieb zu werfen.“ Kritisiert wurden die zahlreichen Schauplätze, die der Film eröffne, sodass er mit der Zeit zerfasere und sich auch genrebezogen nicht festlegen kann: Der Film sei „mal ernstes Drama und dann wieder absurde Farce, Polit-Thriller und Tragikomödie.“

## Auszeichnungen

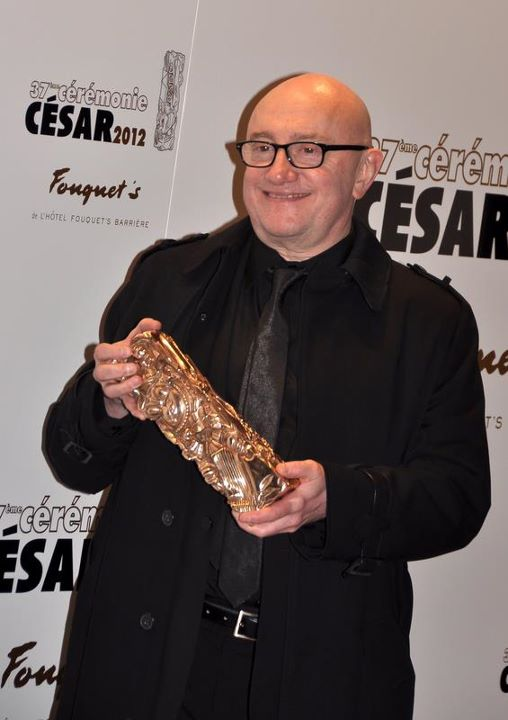
Michel Blanc mit dem César für seine Darstellung des Gilles

Der Aufsteiger erhielt 2011 in Cannes den FIPRESCI-Preis als bester Film der Reihe Un certain regard.
Der Film gewann 2012 Césars in den Kategorien Bester Nebendarsteller (Michel Blanc), Bestes Originaldrehbuch (Pierre Schoeller) und Bester Ton (Olivier Hespel, Julie Brenta und Jean-Pierre Laforce). Er wurde zudem in den Kategorien Bester Film, Beste Regie (Pierre Schoeller), Bester Hauptdarsteller (Olivier Gourmet), Beste Nebendarstellerin (Zabou Breitman), Beste Kamera (Julien Hirsch), Bester Schnitt (Laurence Briaud), Beste Filmmusik (Philippe Schoeller) und Bestes Szenenbild (Jean-Marc Tran Tan Ba) für einen César nominiert.
Im Jahr 2012 gewann Der Aufsteiger den Prix du Syndicat Français de la Critique als Bester französischer Film.